# Dražen Kutleša
Dražen Kutleša (Tomislavgrad, 25 settembre 1968) è un arcivescovo cattolico croato, dal 15 aprile 2023 arcivescovo metropolita di Zagabria.

## Biografia
Dražen Kutleša è nato a Tomislavgrad il 25 settembre 1968.

### Formazione e ministero sacerdotale
Ha frequentato la scuola elementare a Prisoje dal 1975 al 1983 e poi il seminario minore e il liceo "Ruggero Giuseppe Boscovich" di Ragusa. Nel 1983, dopo essersi diplomato, è entrato nel seminario di Sarajevo. Ha studiato filosofia e teologia cattolica presso il Collegio teologico della città.
Il 13 marzo 1993 è stato ordinato diacono per la diocesi di Mostar-Duvno a Bol da monsignor Pavao Žanić. Il 29 giugno successivo lo stesso prelato lo ha ordinato presbitero a Prisoje. In seguito è stato vicario parrocchiale della parrocchia della cattedrale di Santa Maria Madre della Chiesa a Mostar e insegnante di religione presso il ginnasio della stessa città.
Nel 1994 ha conseguito il baccalaureato in teologia cattolica presso la Facoltà di Teologia Cattolica di Zagabria con una tesi intitolata "Od konstitucije «Romanos Pontifices» (1881) do dekreta «Romanis Pontificibus» (1975)" ("Dalla costituzione «Romanos Pontifices» (1881) al decreto «Romanis Pontificibus» (1975)") e relatore monsignor Ratko Perić. Nel 1995 è stato inviato per studi a Roma, dove ha preso residenza presso il Pontificio Collegio San Pietro Apostolo. Nel 1997 ha ottenuto la licenza in diritto canonico presso la Pontificia università urbaniana con un elaborato intitolato "I rapporti tra il Vescovo diocesano e i Religiosi nell'attività apostolica della Diocesi secondo il C.I.C. (cann. 678–683)". Inoltre, dal 1996 al 1997 ha svolto un corso di amministrazione ecclesiastica presso la Congregazione per il clero.
Tornato in diocesi è stato vice-cancelliere vescovile dal 1998 al 2006; amministratore parrocchiale a Grude e segretario personale del vescovo di Mostar-Duvno Ratko Perić dal 2000. Nel 2001 ha conseguito il dottorato in diritto canonico con una tesi intitolata "Il triangolo: I frati francescani OFM, il vescovo diocesano e il clero diocesano nella diocesi di Mostar-Duvno dal 1881 al 1975 alla luce dei cinque più importanti documenti. Una ricerca storico-giuridica" e relatore monsignor Pio Vito Pinto. Dal 2003 al 2006 ha insegnato diritto canonico presso l'Istituto teologico di Mostar. È stato anche membro del consiglio presbiterale e del collegio dei consultori. Ha fatto parte della commissione per la giustizia e la pace della Conferenza episcopale della Bosnia ed Erzegovina.
Nel 2006 è entrato in servizio come officiale presso la Congregazione per i vescovi e nel 2011 è divenuto anche collaboratore della Congregazione per il culto divino e la disciplina dei sacramenti. Il 13 maggio 2011 papa Benedetto XVI gli ha concesso il titolo onorifico di cappellano di Sua Santità.

### Ministero episcopale

Stemma di monsignor Kutleša come vescovo di Parenzo e Pola.

Il 17 ottobre 2011 papa Benedetto XVI lo ha nominato vescovo coadiutore di Parenzo e Pola. Ha ricevuto l'ordinazione episcopale il 10 dicembre successivo nella cattedrale dell'Assunzione di Maria a Parenzo dalle mani del cardinale Marc Ouellet, prefetto della Congregazione per i vescovi, co-consacranti il vescovo di Parenzo e Pola Ivan Milovan e quello di Mostar-Duvno Ratko Perić.
Il 14 giugno 2012 il pontefice ha accettato la rinuncia al governo pastorale della diocesi di Parenzo e Pola presentata da monsignor Ivan Milovan come vescovo di Parenzo e Pola e monsignor Kutleša gli è succeduto.
Il 3 marzo 2016 è stato ricevuto in udienza dal Santo Padre, insieme ad altri vescovi croati, mentre il 12 novembre 2018 ha compiuto la visita ad limina.
L'11 luglio 2020 papa Francesco lo ha nominato arcivescovo coadiutore di Spalato-Macarsca. Il 3 settembre successivo è entrato ufficialmente nell'arcidiocesi. Dallo stesso giorno continua a reggere la diocesi di Parenzo e Pola come amministratore apostolico sede vacante et ad nutum sanctae sedis; ricopre tale ufficio fino al 18 marzo 2023.
Il 13 maggio 2022 il pontefice ha accettato la rinuncia al governo pastorale dell'arcidiocesi di Spalato-Macarsca presentata da monsignor Marin Barišić e monsignor Kutleša gli è succeduto. Il 29 giugno successivo ha ricevuto dal papa il pallio, che il nunzio apostolico Giorgio Lingua gli ha imposto nel corso di una celebrazione tenutasi nella chiesa della Sacra Famiglia a Solin, il 9 luglio, festa della beata Maria di Gesù Crocifisso Petković.
È membro del Dicastero per i vescovi dal 13 luglio 2022.
Dal 18 ottobre 2022 è presidente della Conferenza dei vescovi della Croazia e in seno alla stessa è presidente della commissione per i rapporti con lo Stato e della commissione giuridica. In precedenza è stato vice delegato presso la Commissione delle conferenze episcopali della Comunità Europea (COMECE).
Il 14 febbraio 2023 papa Francesco lo ha nominato arcivescovo coadiutore di Zagabria; è succeduto per coadiutoria al cardinale Josip Bozanić, che contestualmente ha rinunciato al governo pastorale della medesima arcidiocesi, il 15 aprile seguente.
È autore di molte pubblicazioni e collaboratore del mensile cattolico Crkva na kamenu.

## Genealogia episcopale e successione apostolica
La genealogia episcopale è:
- Cardinale Scipione Rebiba
- Cardinale Giulio Antonio Santori
- Cardinale Girolamo Bernerio, O.P.
- Arcivescovo Galeazzo Sanvitale
- Cardinale Ludovico Ludovisi
- Cardinale Luigi Caetani
- Cardinale Ulderico Carpegna
- Cardinale Paluzzo Paluzzi Altieri degli Albertoni
- Papa Benedetto XIII
- Papa Benedetto XIV
- Papa Clemente XIII
- Cardinale Enrico Benedetto Stuart
- Papa Leone XII
- Cardinale Chiarissimo Falconieri Mellini
- Cardinale Camillo Di Pietro
- Cardinale Mieczysław Halka Ledóchowski
- Cardinale Jan Maurycy Paweł Puzyna de Kosielsko
- Arcivescovo Józef Bilczewski
- Arcivescovo Bolesław Twardowski
- Arcivescovo Eugeniusz Baziak
- Papa Giovanni Paolo II
- Cardinale Marc Ouellet, P.S.S.
- Arcivescovo Dražen Kutleša

La successione apostolica è:
- Vescovo Ferenc Fazekas (2023)
- Vescovo Ivo Martinović, T.O.R. (2024)
- Vescovo Mladen Vukšić, O.F.M. (2024)

## Araldica
| Stemma | Blasonatura |
| ------ | --- |
|        | Cappato, al primo d'azzurro alla stella (7) d'oro; al secondo d'azzurro alla corona croata d'oro; al terzo d'argento alla nave di un albero al naturale, velata d'argento al chrismon di rosso, banderuolata dello stesso, recante a poppa e a prua due bandiere croate, vogante su un mare ondato d'azzurro e d'argento di quattro pezzi. Ornamenti esteriori da arcivescovo metropolita. Motto: U tebe se, Gospodine, uzdam!, ossia: "In te, Signore, confido!". |